# Lantana
Latana là một chi thực vật thuộc họ Verbenaceae với hơn 100 loài. Chúng là các loài bản địa các vùng nhiệt đới của châu Mỹ và châu Phi nhưng tồn tại như một loài được du nhập ở nhiều khu vực, đặc biệt là ở khu vực Úc-Thái Bình Dương. Chi này bao gồm cả cây thân thảo và cây bụi mọc cao tới 0,5–2 m.
Các cụm hoa thơm của Lantana (được gọi là rốn) là sự pha trộn của các loài hoa màu đỏ, cam, vàng hoặc xanh và trắng. Các màu khác tồn tại như các giống mới đang được chọn. Những bông hoa thường thay đổi màu sắc khi chúng trưởng thành, dẫn đến các cụm hoa có hai hoặc ba màu.

## Loài
Chi này có các loài sau theo The Plant List:
- Lantana achyranthifolia Desf.
- Lantana × aculeata L.
- Lantana alainii Moldenke
- Lantana amoena Ridl.
- Lantana angolensis Moldenke
- Lantana angustibracteata Hayek
- Lantana angustifolia Mill.
- Lantana aristeguietae Moldenke
- Lantana × bahamensis Britton
- Lantana balansae Briq.
- Lantana balsamifera Britton
- Lantana buchii Urb.
- Lantana caatingensis Moldenke
- Lantana camara L.
- Lantana canescens Kunth
- Lantana caracasana Turcz.
- Lantana chamissonis Benth. ex B.D.Jacks.
- Lantana chiapasensis Moldenke
- Lantana ciferriana Ekman ex Moldenke
- Lantana coimbrensis S.Moore
- Lantana colombiana López-Pal.
- Lantana cordatibracteata Moldenke
- Lantana costaricensis Hayek
- Lantana cubensis Moldenke
- Lantana cujabensis Schauer
- Lantana demutata Millsp.
- Lantana depressa Small
- Lantana dinteri Moldenke
- Lantana dwyeriana Moldenke
- Lantana ebrenbergiana Moldenke
- Lantana elenievskii I.E.Mendez
- Lantana × entrerriensis Tronc.
- Lantana exarata Urb. & Ekman
- Lantana ferreyrae Moldenke
- Lantana fiebrigii Hayek
- Lantana × flava Medik.
- Lantana × floridana Raf.
- Lantana fucata Lindl.
- Lantana glaziovii Moldenke
- Lantana gracilis T.R.S.Silva
- Lantana grisebachii Stuck. ex Seckt
- Lantana grossiserrata Moldenke
- Lantana hatoensis Moldenke
- Lantana hatschbachii Moldenke
- Lantana haughtii Moldenke
- Lantana hirsuta M.Martens & Galeotti
- Lantana hirta Graham
- Lantana hodgei R.W.Sanders
- Lantana horrida Kunth
- Lantana humuliformis Verdc.
- Lantana hypoleuca Briq.
- Lantana indica Roxb.
- Lantana insularis Moldenke
- Lantana involucrata L.
- Lantana jaliscana Moldenke
- Lantana jamaicensis Britton
- Lantana kingii Moldenke
- Lantana langlassei Moldenke
- Lantana leonardorum Moldenke
- Lantana leucocarpa Urb. & Ekman ex Moldenke
- Lantana lindmanii Briq.
- Lantana lockhardtii D.Don ex Schauer
- Lantana lopez-palacii Moldenke
- Lantana lucida Schauer
- Lantana lundiana Schauer
- Lantana machadoi R.Fern.
- Lantana magnibracteata Tronc.
- Lantana megapotamica (Spreng.) Tronc.
- Lantana melissiodorifera Perr.
- Lantana micrantha Briq.
- Lantana microcarpa Urb.
- Lantana moldenkei R.Fern.
- Lantana mollis Graham
- Lantana montevidensis (Spreng.) Briq.
- Lantana × mutabilis Weigel
- Lantana nivea Vent.
- Lantana notha Moldenke
- Lantana obtusata Briq.
- Lantana ovatifolia Britton
- Lantana parvifolia Desf.
- Lantana pastazensis Moldenke
- Lantana pauciflora Urb.
- Lantana pavonii Moldenke
- Lantana peduncularis Andersson
- Lantana petitiana A.Rich.
- Lantana planifolia (Cham.) Briq.
- Lantana pohliana Schauer
- Lantana prostrata Larrañaga
- Lantana punctulata Moldenke
- Lantana radula Sw.
- Lantana reineckii Briq.
- Lantana reptans Hayek
- Lantana reticulata Pers.
- Lantana riedeliana Schauer
- Lantana robusta Schauer
- Lantana × rubra Berland.
- Lantana rugosa Thunb.
- Lantana rugulosa Kunth
- Lantana ruiz-teranii López-Pal. & Steyerm.
- Lantana rusbyana Moldenke
- Lantana salicifolia Kunth
- Lantana salzmannii Schauer
- Lantana santosii Moldenke
- Lantana scabiosiflora Kunth
- Lantana scabrida Aiton
- Lantana scandens Moldenke
- Lantana soatensis Moldenke
- Lantana splendens Medik.
- Lantana sprucei Hayek
- Lantana × strigocamara R.W.Sanders
- Lantana strigosa (Griseb.) Urb.
- Lantana subcordata Urb.
- Lantana subtracta Hiern
- Lantana svensonii Moldenke
- Lantana swynnertonii Moldenke
- Lantana tetragona (Forssk.) Schweinf.
- Lantana tilcarensis Tronc.
- Lantana tomasii Moldenke
- Lantana trifolia L.
- Lantana ukambensis (Vatke) Verdc.
- Lantana undulata Schrank
- Lantana urticoides Hayek
- Lantana velutina M.Martens & Galeotti
- Lantana veronicifolia Hayek
- Lantana viburnoides (Forssk.) Vahl
- Lantana viscosa Pohl ex Schauer
- Lantana weberbaueri Hayek
- Lantana xenica Moldenke
- Lantana zahlbruckneri Hayek